# Roberto Ballesteros
Roberto Ballesteros (Torreón, Coahuila, 22 de marzo de 1952) es un actor de televisión mexicano.

## Biografía
Roberto Ballesteros ha trabajado con productores como Valentín Pimstein, Angelli Nesma y Salvador Mejía encarnando antagonistas en sus telenovelas.
Roberto se ha caracterizado por sus papeles de villano y a lo largo de su carrera ha participado en más de 20 películas y 40 telenovelas entre las que destacan Vivir un poco, Quinceañera, Rosa salvaje, Simplemente María, La pícara soñadora, María Mercedes, La antorcha encendida, Cañaveral de pasiones, María Isabel y Palabra de mujer y Camaleones.
En 2010 interpreta a Bernardo Izquierdo en el melodrama de Angelli Nesma titulado Llena de amor.
En 2012, Rosy Ocampo lo llamaría para integrarse al elenco de Por ella soy Eva al lado de Lucero, Jaime Camil, Marcelo Córdoba y Mariana Seoane, en la que interpretaría a un corrupto licenciado cuyo personaje muere electrocutado por Onésimo quien es interpretado por Luis Manuel Ávila. A mediados de ese mismo año Salvador Mejía lo convocaría para Que bonito amor, una nueva versión de La hija del mariachi en la que compartiría créditos al lado de Jorge Salinas, Danna García, Pablo Montero, Juan Ferrara y Angélica María.

### Nacionalidad
En algunos medios de comunicación se ha publicado erróneamente que el actor es originario de Perú. Sin embargo, el propio actor ha desmentido esta información y exhibido su acta de nacimiento para confirmar que nació en la ciudad mexicana de Torreón.

## Filmografía

### Telenovelas
- Vencer la culpa (2023) - Everardo Govea[4]
- Cabo (2022-2023) - Fausto Cabrera[5]
- Buscando a Frida (2021) - Fabio Pedroza[6]
- Por amar sin ley (2018-2019) - Jaime Ponce
- Tres veces Ana (2016) - Tadeo Nájera
- Lo imperdonable (2015) - Joaquín Arroyo
- Hasta el fin del mundo (2014-2015) - Comandante Félix Tavares
- Qué bonito amor (2012-2013) - Comandante Leonardo Derecho
- Por ella soy Eva (2012) - Lic. Raúl Mendoza
- Llena de amor (2010-2011) - Bernardo Izquierdo
- Camaleones (2009-2010) - Ricardo Calderón
- Palabra de mujer (2007-2008) - Genaro Arreola
- Código postal (2006-2007) - Bruno Zubieta
- La esposa virgen (2005) - Cristóbal Martínez
- Contra viento y marea (2005) - Arcadio
- Apuesta por un amor (2004-2005) - Justo Hernández
- Amarte es mi pecado (2004) - Marcelo Previni
- Amar otra vez (2004) - Julio Morales
- Niña amada mía (2003) - Melchor Arrieta
- Navidad sin fin (2001-2002) - Casimiro
- Sin pecado concebido (2001) - Teniente Epigmenio Nava
- Mujer bonita (2001) - Servando
- El precio de tu amor (2000-2001) - Rodolfo Galván
- Cuento de Navidad (1999-2000) - Gonzalo / Sr. Penumbra
- Por tu amor (1999) - Sandro Valle
- El diario de Daniela (1998-1999) - Arturo Barto
- Preciosa (1998) - Sandor
- Rencor apasionado (1998) - Carmelo Camacho
- María Isabel (1997-1998) - Armando Noguera
- Mi querida Isabel (1996-1997) - Federico
- Cañaveral de pasiones (1996) - Rufino Mendoza
- La antorcha encendida (1996) - Vicente Guerrero
- María la del barrio (1995-1996) - Fantasma
- Bajo un mismo rostro (1995) - César
- María José (1995) - Joel
- El vuelo del águila (1994-1995) - Vicente Guerrero
- María Mercedes (1992-1993) - Cordelio Cordero Manso
- La pícara soñadora (1991) - Adolfo Molina
- Mi pequeña Soledad (1990) - Mateo Villaseñor
- Simplemente María (1989-1990) - Arturo D'Angelle
- Quinceañera (1987-1988) - Antonio
- Rosa salvaje (1987-1988) - Dr. Germán Laprida
- Pobre señorita Limantour (1987) - Germán
- Pobre juventud (1987) - Néstor de la Peña
- Vivir un poco (1985) - Marcos Llanos del Toro
- Los años felices (1984) - Angelo
- Amalia Batista (1983) - Macario
- Cuando los hijos se van (1983) - Julio Francisco "Kiko" Mendoza
- Colorina (1980) - Julián Saldívar
- Soledad (1980) - Martín
- Verónica (1979) - Lisandro
- Viviana (1978) - José Aparicio

### Programas
- Como dice el dicho (2014) - Lisandro
- Adictos (2012)
- Mujeres asesinas (2009) - Jorge
- El Pantera (2007) - El Gallo
- XHDRBZ (2007) - Gerente de banco
- Vecinos (2006) - Delegado Zarate
- Hospital El Paisa (2004) - Sr. Amado Carrito
- Mujer, casos de la vida real (1989-2003)
- Hora marcada (1988)

### Cine
- Traficantes de dólares (2012) - Jefe Estrada
- Los Siete (2010) - Benjamin Arroyo
- Sangre de Cholo (2009) - Don León
- Duelo entre gallos (2008)
- 10 segundos antes de morir (2007)
- Así me lo conto el abuelo (2007)
- El fanatico (2007) - Leo
- Lágrimas de cristal (2007) - Fausto Rodríguez
- Pueblo chico, tragedia grande (2007)
- Acabarme de matar (2006)
- El número de la muerte (2006)
- La venganza del campero (2006)
- Madrazos en el barrio (2006)
- Una lágrima en el asfalto (2006)
- Con quien pierde una estrella (2005)
- El cara de chango 2 (2005)
- La apuesta (2005)
- La ley de Dios (2005) - Jacinto
- Las siete muertes (2005)
- Las viejas del patrón (2005)
- Malverde, la leyenda (2004)
- Te pusieron el dedo compa Arellano (2004)
- Bajo el plomo de Sinaloa (2003)
- Criando cuervos (2003)
- El valle de los gigantes (2003)
- La troca perrona (2003)
- Secta maldita (2003)
- Se la sacó, Gaspar (2003)
- La Cherokee blindada (2002)
- El cuerno del diablo (2001)
- El último de la Texana X (2001)
- Huracán, apuesta mortal (2001)
- La licenciada blindada (2001)
- Rivales de honor (2001)
- Soy un hijo de la madrugada (2001)
- Un perro y un malandrín (2001)
- El señor de Sinaloa (2000) - El señor de Sinaloa
- La vengadora de la uzi (2000) - Capitán García
- Semilla de odio (2000) - Jesús
- Cuando el poder es (2000) - Guido
- 80 kilos suicidas (2000)
- Acoso prohibido (2000)
- El cartel de tepito (2000)
- Imperio de un traficante (2000)
- La fiesta de los perrones (1999) - Meraz
- Carnada de muerte (1999)
- El coyote mente diabólica (1999)
- El mojado fracasado (1999)
- Guerra entre bandas (1999)
- La banda del TransAm rojo (1999)
- La lobo del año (1999) - Orozco
- Las dos hectáreas (1999)
- Los 6 mandamientos de la risa (1999)
- No le encontraron el clavo (1999)
- Asalto bancario (1998)
- El alacrán de durango (1998)
- El regreso de la bestia (1998)
- Gallo jugado (1998)
- Jueves de corpus (1998) - Santiago Roca
- Rapto sangriento (1998)
- Rodeo de medianoche 2 (1998)
- Table Dance (1998)
- El extraño visitante (1997) - Teodoro
- Reclusorio (1997)
- Halcón asesino profesional (1997)
- Las monjitas de durango (1997)
- Pólvora sobre ruedas (1997)
- El destazador (1996) - Pascual Valles
- Absuelto para matar (1995) - Gerardo García
- Amigos hasta la muerte (1995)
- Fuerza maldita (1995)
- Las nueve caras del miedo (1995)
- Sueños de muerte (1995) - Jorge
- Uzi rafago mortal (1995)
- Venganza mortal (1995) - Arturo
- Altos instintos (1995)
- Duro de salvar (1995)
- El castrado (1995) - Johny Rivera
- El depredador voraz (1995)
- La sangre de los inocentes (1995) - Máximo
- Rojo total (1995)
- Secuestro (1995) - Iker
- Morir a mi manera (1994) - Arturo
- El trono del infierno (1994) - José Juan Jiménez
- Secuestro salvaje (1994)
- Entre el poder y el deseo (1993) - Miguel
- Grupo táctico especial (1993) - Kora
- Sendero mortal (1993)
- Yo no la mate (1993)
- La negra Tomasa (1993)
- Cazador de cabezas (1992)
- Persecución infernal (1992)
- Más allá del deseo (1992)
- Inventando un crimen (1992)
- Codicia mortal (1991)
- Contragolpe (1991)
- Mártir de Mexicali (1991) - Frankie
- El perro rabioso 2 (1991) - Fredy
- Retén (1991)
- Mujer de cabaret (1991)
- Marcosatanicos diabólicos (1991)
- Alarido del terror (1991)
- Mientras la ciudad duerme (1991)
- Reportera en peligro (1991)
- La vengadora implacable (1990) - Roman
- Violaciones, casos de la vida real (1990)
- Reiko en peligro (1990)
- La mujer del tahúr (1990)
- El protector de la mafia (1990)
- Mujeres de medianoche (1990) - El descuartizador
- Reportaje sangriento (1990)
- El diario intimo de una cabaretera (1989) - Daniel
- El pájaro con suelas (1989)
- Tres lancheros muy picudos (1989)
- Bonampak (1989)
- Tenorio profesional (1989)
- El gato de las azoteas (1988)
- Con el odio en la piel (1988)
- Los verduleros 2 (1987)
- El día de los albañiles 3 (1987)
- Las apariencias engañan (1983)
- Con el cuerpo prestado (1983)
- Sorceress (1982) - Traigon
- El reventón (1975) - Bailarín en fiesta

## Premios y nominaciones

### Premios TVyNovelas
| Año  | Categoría     | Telenovela            | Resultado |
| ---- | ------------- | --------------------- | --------- |
| 1997 | Mejor villano | Cañaveral de pasiones | Ganador   |